# 山谷沢村
山谷沢村（やまやざわむら）は、かつて新潟県古志郡にあった村。

## 沿革
- 1889年（明治22年）4月1日 - 町村制施行に伴い古志郡蛇山村、滝谷村、渡沢村、猪沢村、犬茂島村、黒田新田が合併し、山谷沢村が発足。
- 1901年（明治34年）11月1日 - 古志郡六日市村と合併し、六日市村を新設して消滅。
- 1954年（昭和29年）11月1日 - 六日市村が二分割された際、旧村域は長岡市に編入された。